# Dimitar Nenov
Dimitar Stefanov Nenov (en bulgare Димитър Ненов), né le 19 décembre 1901 à Razgrad – mort le 30 août 1953 à Sofia, est un architecte et compositeur bulgare.

## Œuvre

### Piano
- Sonate pour piano (1921)
- 6 Préludes pour piano (1921)
- Sonate pour violon et piano (1921)
- Sonate pour piano (1922)
- 6 Pièces pour piano (1922-1927)
- Cinéma suite pour piano (1924-1925)
- 2 Études pour piano (1931/1932)
- Thème et Variations [18] en fa  majeur pour piano (1932). Le thème, simple, est extrait de l'une de ses premières sonates.
- Toccata pour piano (1939-1940)
- Tants pour piano (1941)
- Miniatures pour piano (1945) : 1. Prélude, 2. Chanson, 3. Staccato, 4. Pastorale, 5. Bagpipe.
- Conte de fées et Danse pour piano (1946-1947). Dernière œuvre pour piano du compositeur.

### Orchestre et Concerto
- Fantaisie pour piano et orchestre (1920)
- Symphonie no 1 (1922)
- Symphonie no 2 Poema za Balgarskata Zemya (« Un poème pour la Bulgarie ») (1922)
- Symphonie no 3 (1923)
- Ballade no 1 pour orchestre (1924)
- 4 Skitsi [4 Esquisses] pour orchestre (1925) : I. Vazhdeleniye [Aspiration], 2. Kopnezh [Desire], 3. Groteska [Grotesque], 4. Tants [Danse]
- Concerto pour piano et orchestre (1936)
- Rapsodichna fantazia pour orchestre (1940)
- Ballade no 2 pour orchestre (1943)

## Enregistrement
- Musique pour piano – Viktor Valkov, piano (décembre 2012, Grand Piano GP 652) (OCLC 887453486)